# Paroisse de Botsford
Pour les articles homonymes, voir Botsford.
La paroisse de Botsford est à la fois une paroisse civile et un ancien district de services locaux (DSL) canadien du comté de Westmorland, au sud-est du Nouveau-Brunswick. Les principaux attraits de Botsford sont le pont de la Confédération et la réserve nationale de faune du Cap-Jourimain. Dans le cadre de la réforme de la gouvernance locale du 1er janvier 2023, le DSL a été annexé à la nouvelle communauté rurale de Strait Shores.

## Toponyme
Botsford est nommé ainsi en l'honneur de Amos Botsford (1744-1812), un Loyaliste originaire du Connecticut. Établit à Sackville, il a été avocat, juge et Président de l'Assemblée législative du Nouveau-Brunswick.

## Géographie
Botsford comprend les hameaux de Bayside, Cape Spear, Hardy, Johnston Point Road, Malden, Mates Corner, Melrose, Timber River et Woodside. Melrose était autrefois surnommé La Route des immigrants.

### Géologie
Le sous-sol de Botsford est composé principalement de roches sédimentaires du groupe de Pictou datant du Pennsylvanien (entre 300 et 311 millions d'années).

## Histoire
La paroisse de Botsford est située dans le territoire historique des Micmacs, plus précisément dans le district de Pigtogeoag ag Epegoitnag, aussi appelé Pictou, qui comprend une bonne partie du littoral du détroit de Northumberland, y compris l'Île-du-Prince-Édouard. Ce district, tout comme celui d'Esgigeoag, était sous l'autorité d'Onamag, autrement dit de l'île du Cap-Breton, et n'avait même parfois aucun chef. Un camp existait sur la pointe Indian.
Melrose est fondé sous le nom d'Emigrant Settlement par des fermiers irlandais vers 1820. La première église St. Batholomew's est construite en rondins en 1826 à Melrose, par le père John Cummins sur les terres de John Roach, un site désormais occupé par le cimetière. Un monument aux fondateurs et une croix en bois sont construits quelques années plus tard. L'église est toutefois détruite vers 1828 et les messes sont célébrées dans la maison de James Carrol. Une nouvelle église est construite à Melrose en 1838, en face du bâtiment actuel ; la localité est alors une mission de Barachois, puis de Cap-Pelé et ensuite de Sackville. Anderson est fondé vers 1850, par l'expansion de localités limitrophes. Le Petit-Chimougoui, autrefois appelé Mount Pleasant, est colonisé à la suite de l'expansion de localité comme Baie-Verte et Murray Road.
Le chemin de fer de l'embranchement du Cap-Tourmentin, renommé chemin de fer du Nouveau-Brunswick et de l'Île-du-Prince-Édouard, est construit en 1883 de Sackville à Baie-Verte, puis allongé jusqu'à Cap-Tourmentin en décembre 1886, le tout afin de transporter les passagers et les marchandises en provenance ou à destination de l'Île-du-Prince-Édouard.
La construction de l'église St. Bartholomew's actuelle se termine en 1902 et elle est consacrée en 1903. Melrose obtient son premier curé résidant en 1926, en l'occurrence R. B. Fraser. La résidence de Frank Mitton est transformée en presbytère.
La municipalité du comté de Westmorland est dissoute en 1966. La paroisse de Botsford devient un district de services locaux en 1967.
Le chemin de fer du Nouveau-Brunswick et de l'Île-du-Prince-Édouard est abandonné en 1989.

## Démographie
| 2001  | 2006  | 2011  | 2016  |
| ----- | ----- | ----- | ----- |
| 1 216 | 1 203 | 1 074 | 1 058 |

## Économie
Entreprise Sud-Est, membre du Réseau Entreprise, a la responsabilité du développement économique.

## Administration

### Comité consultatif
En tant que district de services locaux, Botsford est administré directement par le Ministère des Gouvernements locaux du Nouveau-Brunswick, secondé par un comité consultatif élu composé de cinq membres dont un président. Il n'y a actuellement aucun comité consultatif.

### Commission de services régionaux
La paroisse de Botsford fait partie de la Région 7, une commission de services régionaux (CSR) devant commencer officiellement ses activités le 1er janvier 2013. Contrairement aux municipalités, les DSL sont représentés au conseil par un nombre de représentants proportionnel à leur population et leur assiette fiscale. Ces représentants sont élus par les présidents des DSL mais sont nommés par le gouvernement s'il n'y a pas assez de présidents en fonction. Les services obligatoirement offerts par les CSR sont l'aménagement régional, l'aménagement local dans le cas des DSL, la gestion des déchets solides, la planification des mesures d'urgence ainsi que la collaboration en matière de services de police, la planification et le partage des coûts des infrastructures régionales de sport, de loisirs et de culture; d'autres services pourraient s'ajouter à cette liste.

### Représentation et tendances politiques
Nouveau-Brunswick: La paroisse de Botsford fait partie de la circonscription provinciale de Tantramar, qui est représentée à l'Assemblée législative du Nouveau-Brunswick par Megan Mitton, du Parti vert du Nouveau-Brunswick. Elle est élue en 2018.
 Canada: Botsford fait partie de la circonscription fédérale de Beauséjour. Cette circonscription est représentée à la Chambre des communes du Canada par Dominic LeBlanc, du Parti libéral.

### Ancienne administration paroissiale
|  | Indépendant | 1925 - 192? | W. K. Allen John Forest |

## Vivre dans la paroisse de Botsford
L'église St. Bartholomew est une église catholique romaine faisant partie de l'archidiocèse de Moncton. Le bureau de poste et le détachement de la Gendarmerie royale du Canada le plus proche est situé à Port Elgin.
Les anglophones bénéficient des quotidiens Telegraph-Journal, publié à Saint-Jean et Times & Transcript, de Moncton. Ils ont aussi accès à l'hebdomadaire Sackville Tribune-Post, de Sackville. Les francophones bénéficient quant à eux du quotidien L'Acadie nouvelle, publié à Caraquet, ainsi que l'hebdomadaire L'Étoile, de Dieppe.

## Culture

### Personnalités
- Robert Trenholm Houlton (1835-1920), éleveur, né et mort à Little Shemogue.